# GUNDAM FIX
GUNDAM FIX（ガンダム・フィックス）は、カトキハジメによる連載イラストレーション記事のタイトル、およびその連載を纏めた画集。アニメ『機動戦士ガンダム』など『ガンダムシリーズ』に登場したガンダムタイプのモビルスーツを題材とし、実写の背景にコンピュータグラフィックスを合成して描かれた写実的な画風が特徴である。

## 概要
連載'GUNDAM FIX'はアニメ誌「月刊ニュータイプ」（角川書店）1995年1月号から1998年11月号にわたって掲載された。
〈モビルスーツが現実の中に存在する風景〉を描くことがテーマであり、CGペインティングによるリアリスティックなモビルスーツ描写と、現実味を深めるために合成された実写背景が特徴。その号のテーマとなるガンダムによって宇宙や空中から工場・市街地など様々な場面が舞台に用いられた。
題材とされているのはすべてガンダムタイプのモビルスーツであり、1枚につき1機種のガンダムが画のテーマおよび題名となっている。
1999年に画集として纏められ、'NEWTYPE ILLUSTRATED COLLECTION GUNDAM FIX'として角川書店より出版された。一般には単純に'GUNDAM FIX'と呼ばれる。収録にあたっては多くの作品に微妙な修正が加えられている。
雑誌連載時には上野俊哉・江藤巌・原田則彦らによる、イラストの題材あるいはガンダムをテーマとしたエッセイが同時掲載されていた。画集ではこれらは別冊（'GUNDAM FIX SUPPLEMENT'）の形で、カトキと富野由悠季との対談とともに収録されている。また画集では新たに富野由悠季の序文と前記3名による解説が寄稿されている。
メカニックデザイナーとして知られるカトキの作品としては極めてアーティスティックな性質が強いシリーズ。『機動戦士Vガンダム』の製作において、大河原邦男、富野由悠季らから、デザイナーとしての力量を高める手段としてイラストレーションの仕事を増やす事を奨められた事がスタートラインとしている。
富野由悠季は本連載のファンであり、連載終了時にはカトキと対談し、「どうして「GUNDAM FIX」が終わってしまうのかわからない」と終了を惜しんでいる。同時に、「アートをめざすという志は持ってほしい」と対談中で激励を送っている。

## 関連商品
2001年から、本画集で描かれたガンダムの立体化というコンセプトによるフィギュアシリーズ'GUNDAM FIX FIGURATION'がバンダイから販売されている。
またカトキの個展やGUNDAM FIX関連イベント会場では、本画集の制作過程を記した解説書'GUNDAM FIX TRANSITION'およびその増補改訂版'GUNDAM FIX TRANSITION+'が限定販売されている。
2002年には本画集の廉価新装版が角川書店から同タイトルで発売されている。
同年、エムディエヌコーポレーションから限定生産のボックスセット'GUNDAM FIX BOX'が発売された。これは前記の新装版GUNDAM FIX、およびGUNDAM FIX TRANSITION+の再編集版に加え、イラストのデジタルデータを収めたDVD-ROMとGUNDAM FIX以前のイラスト作品を纏めた画集'GUNDAM FIX PRESSION'、GUNDAM FIX FIGURATIONの『Gアーマー』の全パーツをクリアパーツにした限定仕様フィギュアが収められたセットである。

## 掲載作品
（表記はGUNDAM FIX SUPPLEMENT巻末掲載のものに基づく）
- SCENE:1 RX-78-2 GUNDAM
- SCENE:2 CROSS BONE GUNDAM
- SCENE:3 DEVIL GUNDAM
- SCENE:4 LM314V21 VICTORY TWO GUNDAM
- SCENE:5 MSZ-010 ΖΖ GUNDAM
- SCENE:6 RX-79(G) GUNDAM MASS-PRODUCT TYPE
- SCENE:7 MRX-009 PSYCHO GUNDAM
- SCENE:8 GAIA GEARα
- SCENE:9 F-91 GUNDAM FORMULA91
- SCENE:10 OZ-00MS TALLGEESE
- SCENE:11 XXXG-00W0 WING GUNDAM 0
- SCENE:12 RX-78GP01 ZEPHYRANTHES
- SCENE:13 RX-78GP02A PHYSALIS
- SCENE:14 AGX-04 GERBERA-TETRA
- SCENE:15 OZ-13MS GUNDAM EPYON
- SCENE:16 RX-78GP03S DENDROBIUM STAMEN
- SCENE:17 MRX-010 PHYCHO GUNDAM Mk-II
- SCENE:18 GX-9900 GUNDAM X
- SCENE:19 XXXG-01W WING GUNDAM
- SCENE:20 GF13-017NJ SHINING GUNDAM
- SCENE:21 LM312V04 VICTORY GUNDAM
- SCENE:22 ΞGUNDAM
- SCENE:23 GUNDAM F90
- SCENE:24 RGZ-91 Re-GZ
- SCENE:25 FAZ-010S FULL ARMOR ΖΖ GUNDAM
- SCENE:26 RX-78NT1 ALEX
- SCENE:27 GX-9901-DX GUNDAM Double X
- SCENE:28 MSZ-006-C1 Ζ-plus
- SCENE:29 RX-79BD-1 GM BLUE DESTINY
- SCENE:30 RX-78GP-1Fb Fullburnern ZEPHYRANTHES
- SCENE:31 XXXG-00WG WING GUNDAM 0 CUSTOM
- SCENE:32 MSN-00100 HYAKU-SHIKI
- SCENE:33 GF13-017NJII GOD GUNDAM
- SCENE:34 OZX-GU01A GUNDAM GEMINASS 01
- SCENE:35 VICTORY TWO-ASSULT BUSTER GUNDAM
- SCENE:36 MSZ-006 Ζ-GUNDAM
- SCENE:37 RX-178 GUNDAM Mk-II
- SCENE:38 GF13-001NHII MASTER GUNDAM
- SCENE:39 RX-93 νGUNDAM
- SCENE:40 MSA-0011 S-GUNDAM
- SCENE:41 RX-79[G]Ez-8 GUNDAM Ez8
- SCENE:42 RX-78GP03 DENDROBIUM
- SCENE:43 FXA-05D+RX-178 SUPER GUNDAM
- SCENE:44 FA-78-1 FULL-ARMOR GUNDAM
- SCENE:45 MUSYA GUNDAM
- SCENE:46 PERFECT GUNDAM
- SCENE:47 RX-78-3 G3 GUNDAM

- 最終回
- 表紙
  - 最終回と表紙の題材はともにRX-78-2ガンダム。